# Bispira volutacornis
Bispira volutacornis, comúnmente denominado en inglés twin fan worm o spiral fan worm (gusano de abanico doble), es un tipo de gusano de tubo (Polychaeta) que se encuentra en zonas sublitorales de poca profundidad del océano Atlántico oriental. Bispira volutacornis tiene un tubo en forma de pergamino con una capa exterior viscosa a menudo cubierta con barro o limo. El tubo está normalmente oculto en grietas y el gusano se puede retraer en él si es perturbado. 

## Descripción
Bispira volutacornis tiende a crecer en grupos o colonias. Cada gusano individual tiene una corona con dos cabezas formada por varias espirales con hasta 200 penachos de plumas. Hay uno o más pares de ojos compuestos en el lado exterior de la corona. El gusano oculta un tubo blando en forma de pergamino de aproximadamente 1 cm de diámetro del que se despliega y en el que se puede retraer si es perturbado. El exterior del tubo está a menudo cubierto con barro o limo. Cuando la corona se retrae, la parte superior del tubo se aprieta, formando una figura de ocho. El cuerpo del gusano es verdoso o de tonos marrones y alcanza una longitud de hasta 10 cm, mientras que el color de la corona es variable y a menudo rayado de colores que oscilan entre blanco y marrón rojizo. La corona totalmente expandida es de un diámetro aproximado de 4 cm.</ref>

## Distribución y hábitat
Bispira volutacornis se encuentra en el océano Atlántico nororiental, el mar del norte, el canal de la Mancha y el mar mediterráneo. Aparece en charcas mareales profundas y en la zona sublitoral poco profunda, en profundidades de hasta unos 40 m. Se encuentra en grietas y áreas pedregosas, y prefiere las áreas ricas en sedimento, pero con niveles bajos de iluminación.</ref>

## Ecología
Bispira volutacornis se alimenta de plancton que captura con sus penachos. También utiliza los penachos para reunir sedimento para expandir el tubo. Cada gusano es macho o hembra y los gametos se liberan en la columna de agua, donde se da la fertilización. El gusano es a veces parasitado por Gastrodelphis clausii, un pequeño copépodo. Uno o varios de estos copépodos se mueven por la corona de penachos y parecen ser holoparásitos (parásitos que necesitan de un huésped para sobrevivir) de Bispira volutacornis.

## Galería de imágenes

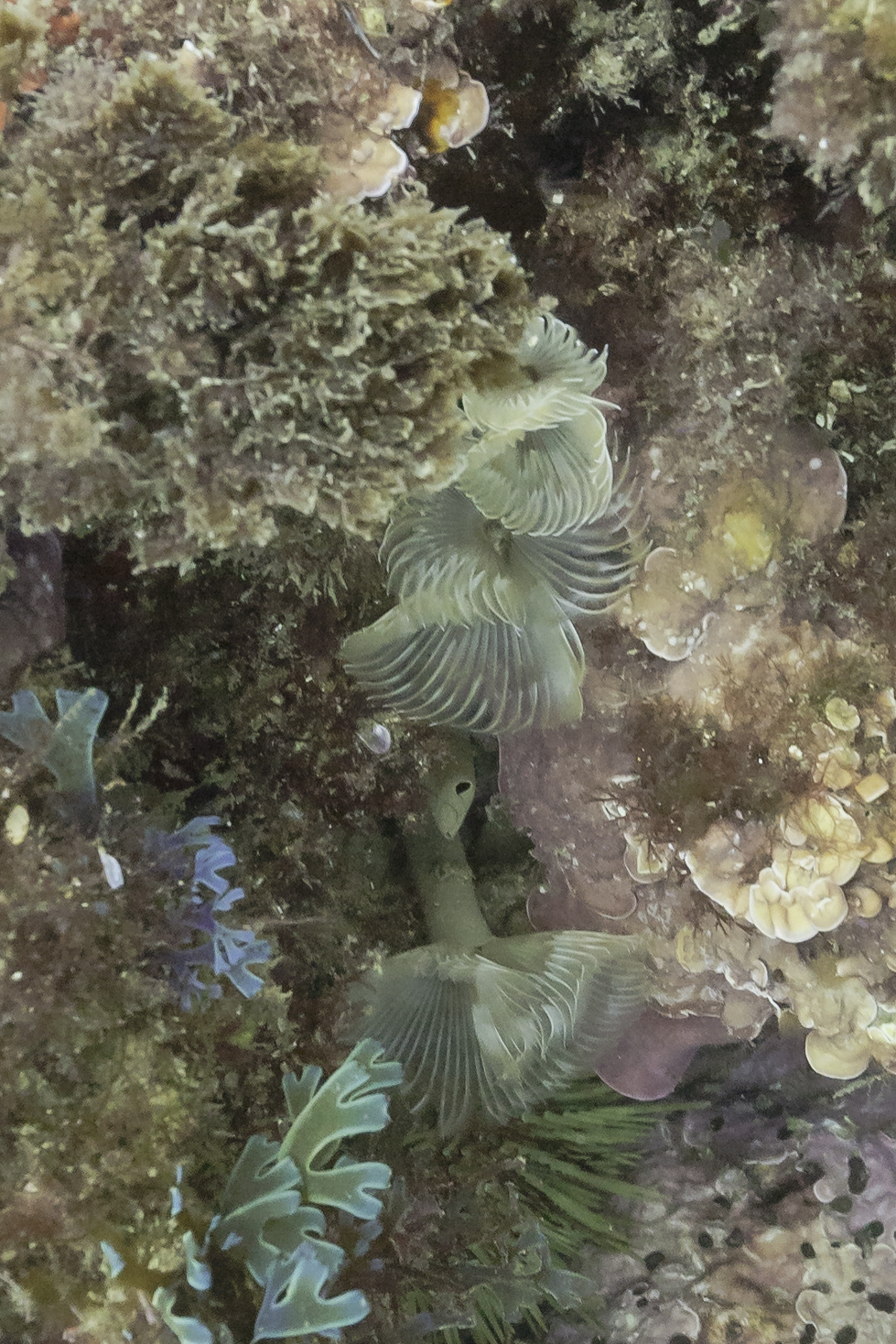
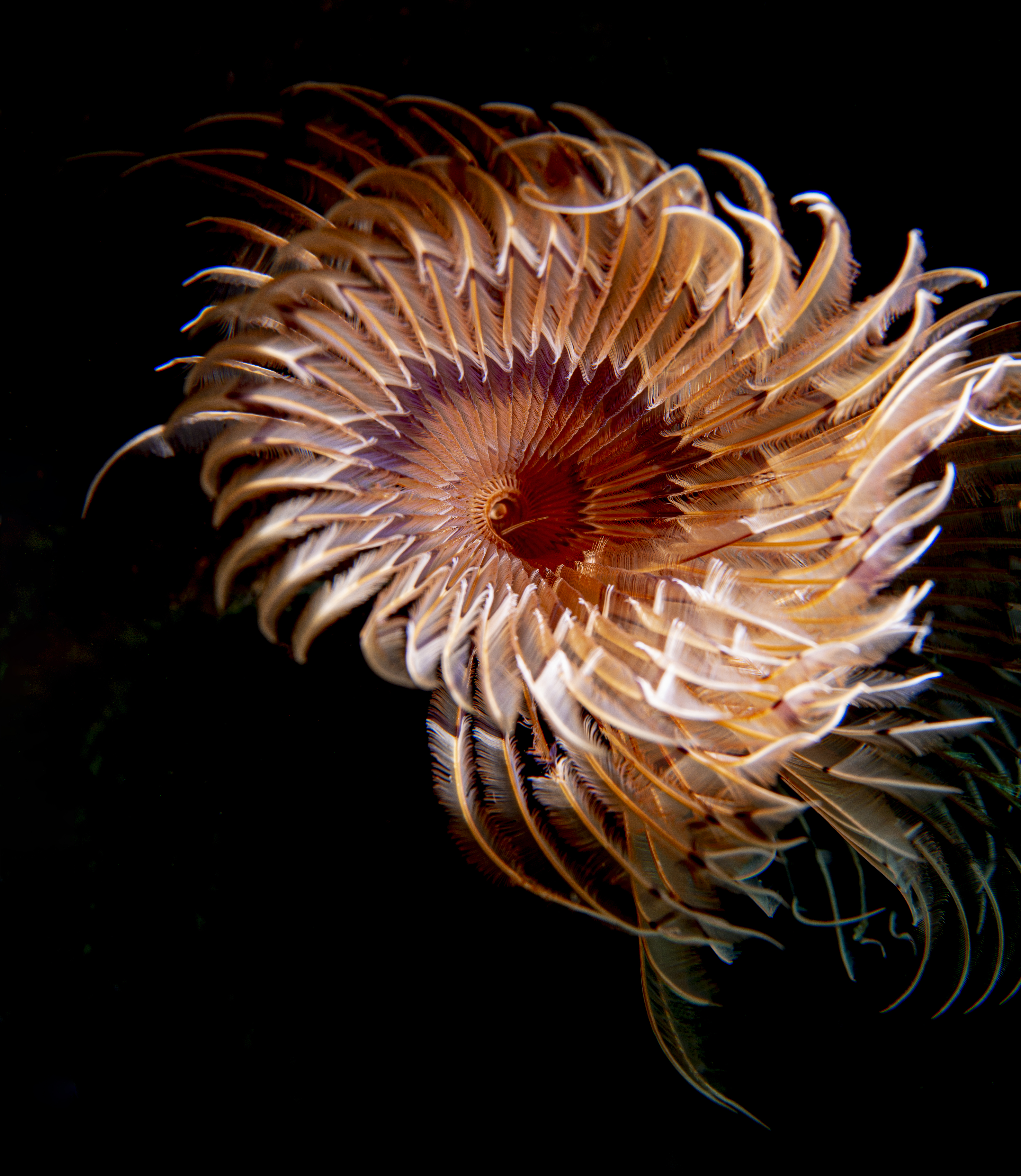
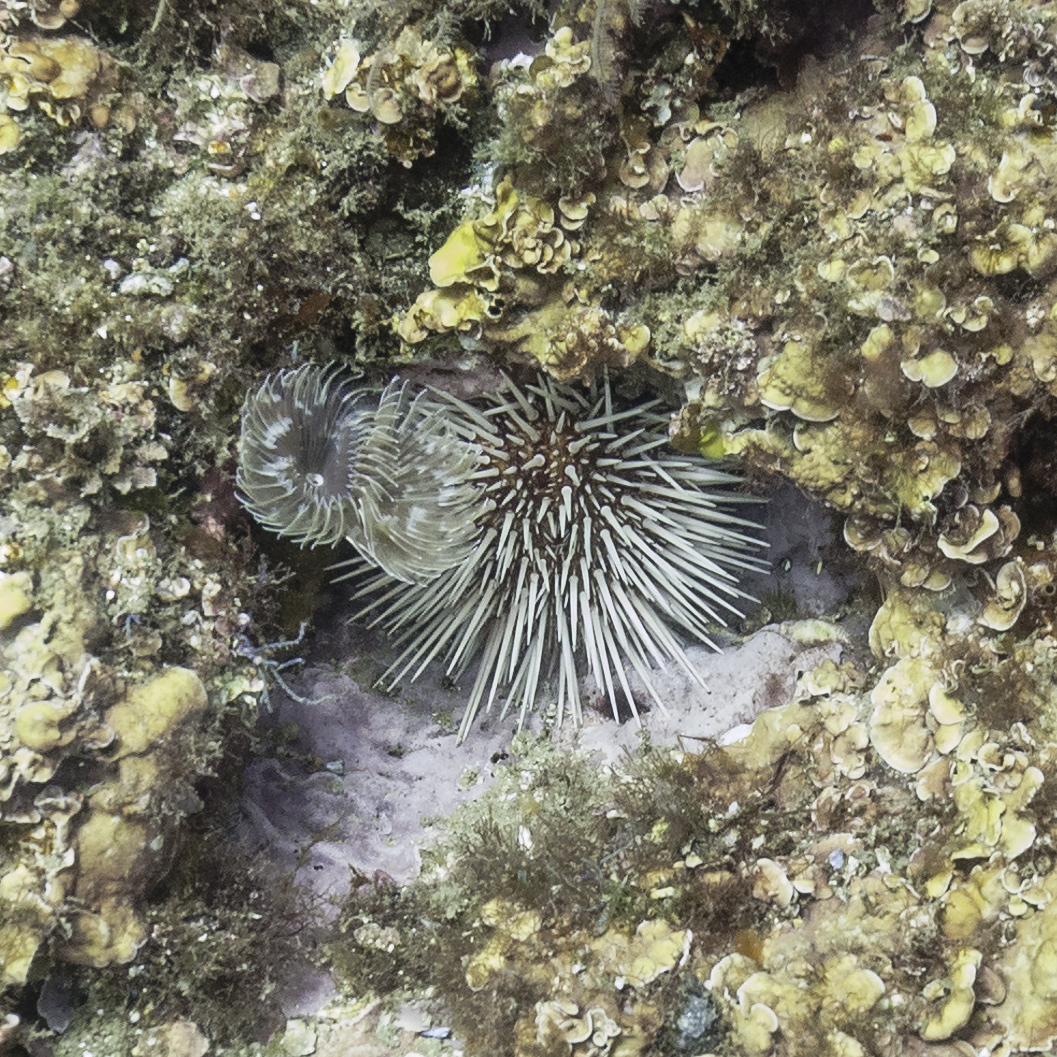
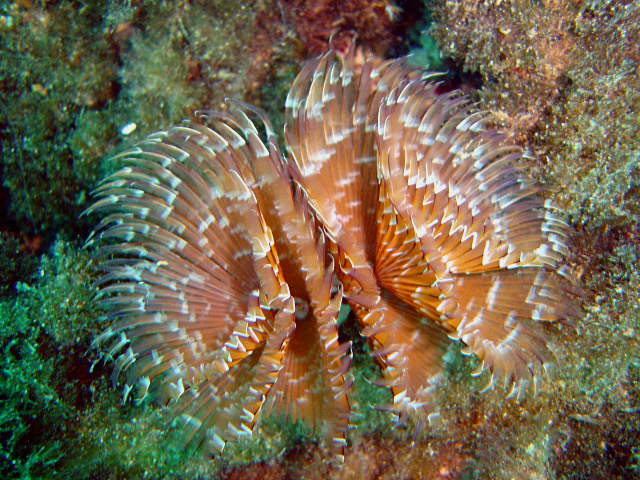
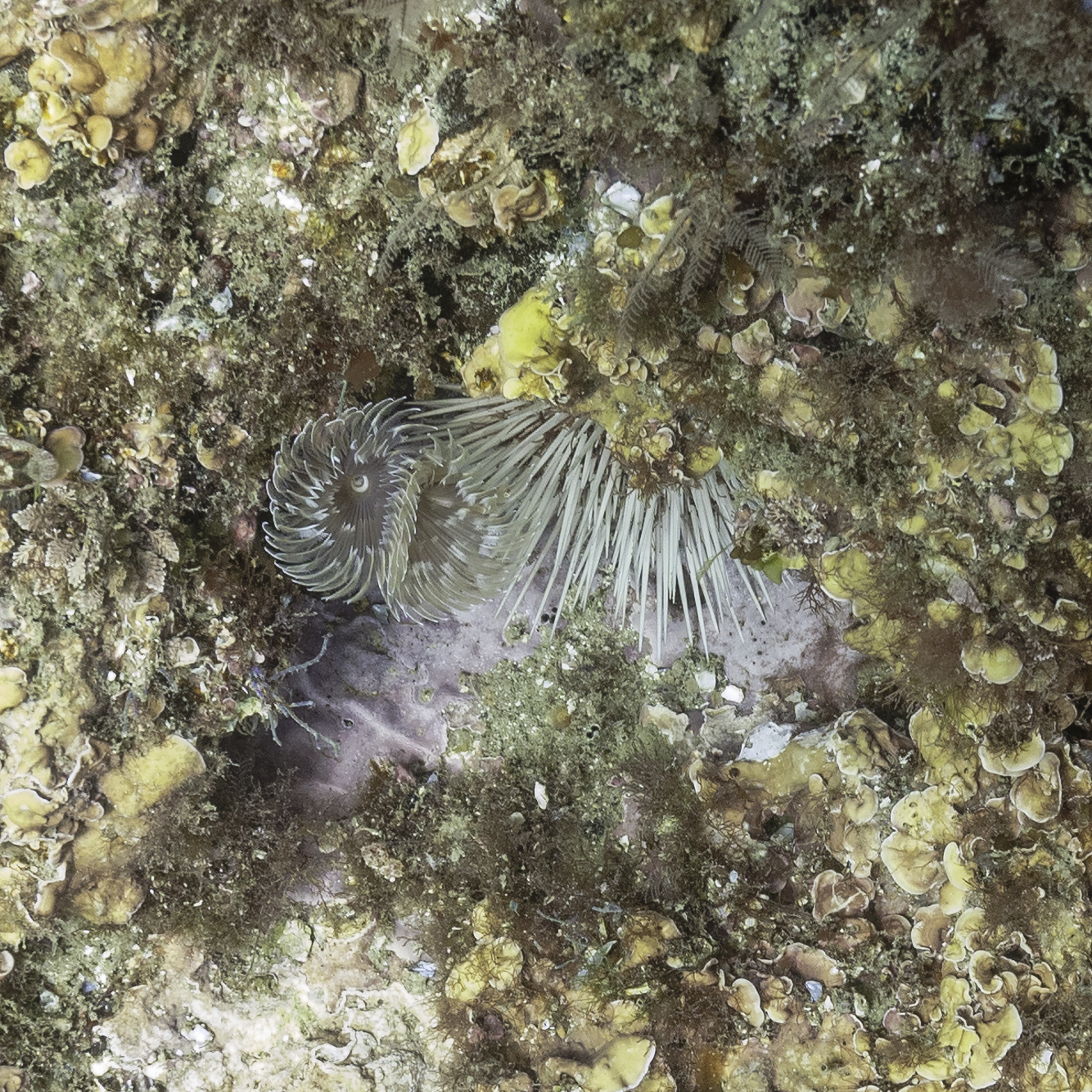